# Step II
Step II è il quarto album in studio del cantante statunitense Sylvester, pubblicato nel 1978 dalla Fantasy.

## Descrizione
L'album è stato prodotto da Harvey Fuqua e dallo stesso interprete, mentre gli arrangiamenti sono stati curati da Leslie Drayton.

## Tracce
Lato A
1. You Make Me Feel (Mighty Real) – 6:35
2. Dance (Disco Heat) – 5:52
3. You Make Me Feel (Mighty Real) - Epilogue – 3:25

Lato B
1. Grateful – 3:32
2. I Took My Strength from You – 6:59
3. Was It Something That I Said – 4:16
4. Just You and Me Forever – 4:45